# Babygirl
Pour plus de détails, voir Fiche technique et Distribution.

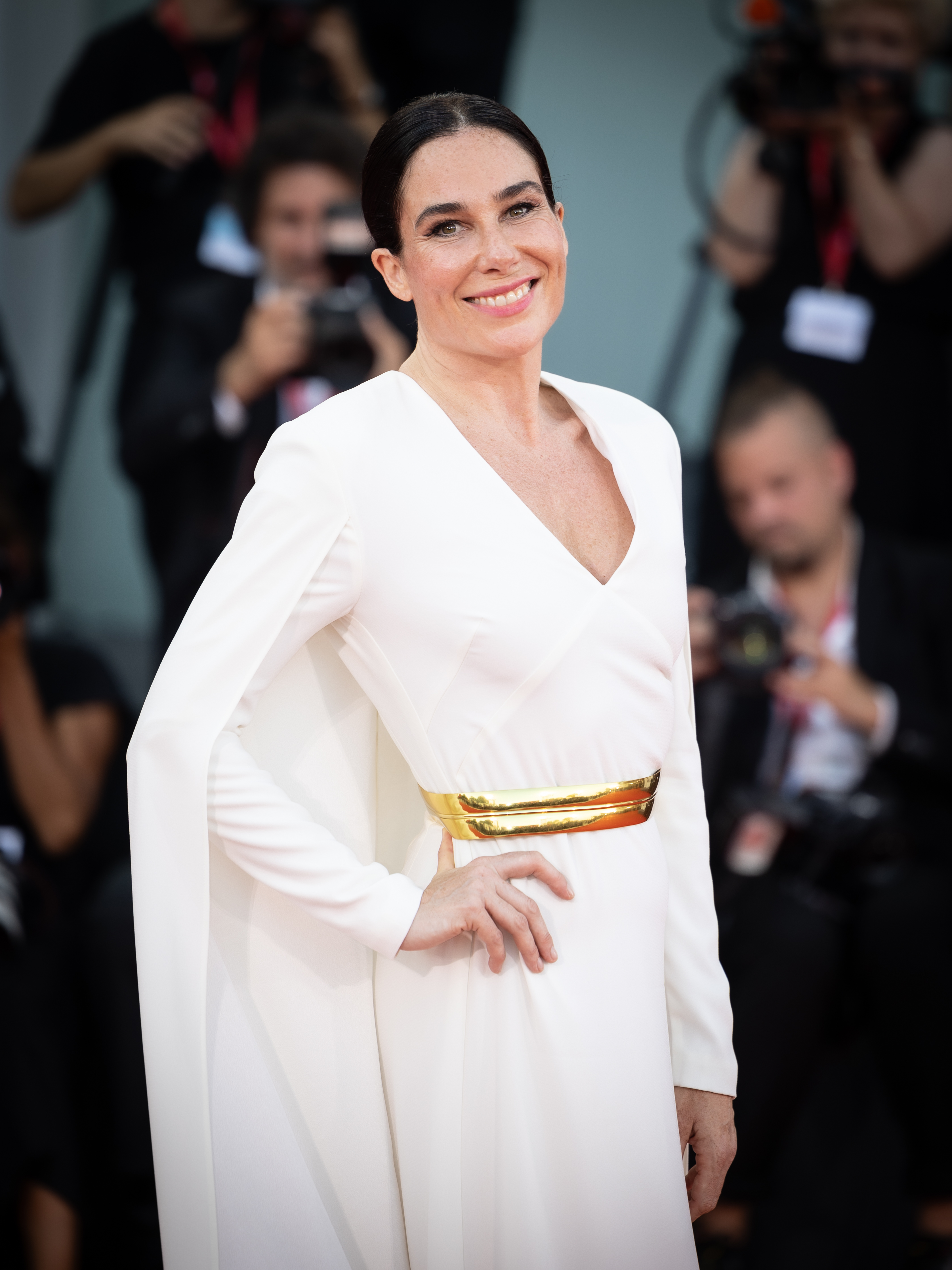
La réalisatrice Halina Reijn aux 81ème Festival international du Film de Venise

Babygirl est un film américain réalisé par Halina Reijn, sorti en 2024.
Il est présenté en compétition à la Mostra de Venise 2024 où Nicole Kidman remporte la Coupe Volpi de la meilleure interprétation féminine.

## Synopsis
Une PDG de haut niveau met sa carrière professionnelle et sa vie familiale en danger lorsqu’elle entame une liaison avec un stagiaire beaucoup plus jeune qu'elle et qui répond à son désir longtemps refoulé d’une relation un peu sadomasochiste.

## Fiche technique
Sauf indication contraire, les informations mentionnées dans cette section peuvent être confirmées par la base de données cinématographiques IMDb,  présente dans la section « Liens externes ».
- Titre français : Babygirl
- Réalisation et scénario : Halina Reijn
- Direction artistique : Molly Mikula
- Costumes : Kurt and Bart
- Photographie : Jasper Wolf
- Montage : Matthew Hannam
- Musique : Cristobal Tapia de Veer
- Pays de production :  États-Unis
- Format : couleur
- Genre : thriller érotique
- Durée : 114 minutes
- Dates de sortie :
  - Italie : 30 août 2024 (Mostra de Venise 2024)
  - États-Unis : 25 décembre 2024
  - France : 15 janvier 2025[2]
- Classification :
  - France : interdit aux moins de 12 ans lors de sa sortie en salles
  - États-Unis : R (interdit aux moins de 17 ans non accompagnées)

## Distribution
- Nicole Kidman (VF : Danièle Douet ; VQ : Anne Bédard) : Romy Mathis
- Harris Dickinson (VF : Alexis Gilot ; VQ : Xavier Dolan) : Samuel
- Antonio Banderas (VF : Bernard Gabay ; VQ : Manuel Tadros) : Jacob Mathis, le mari de Romy
- Sophie Wilde (VF : Déborah Claude ; VQ : Naïla Louidort) : Esme
- Esther McGregor (VF : Sarah Huguet ; VQ : Marguerite D'Amour) : Isabel, la fille aînée de Romy et Jacob
- Vaughan Reilly (VF : Coralie Thuilier ; VQ : Alice Déry) : Nora, la fille cadette de Romy et Jacob
- Gaite Jansen : Hedda / Scarlett
- Izabel Mar : Anna
- Victor Slezak (VF : Stefan Godin) : Mr. Missel
- John Cenatiempo : David
- Leslie Silva (VQ : Florence Blain Mbaye) : Hazal

 Source et légende : version française (VF) sur RS Doublage et carton cinématographique du doublage français ; version québécoise (VQ) sur Doublage.qc.ca

## Production
Il est annoncé en novembre 2023 que David Hinojosa de 2AM va produire ce film aux côtés de Halina Reijn de Man Up Films, A24 finançant le projet. Outre son rôle de productrice, Halina Reijn réalise le film à partir d'un scénario qu'elle écrit. Ce projet est son deuxième long métrage en langue anglaise, tous deux produits par A24,.

## Sortie

### Accueil critique
En France, le site Allociné donne une moyenne de 3,3⁄5, d'après l'interprétation de 35 critiques de presse.

## Distinctions

### Récompense
- Mostra de Venise 2024 : Coupe Volpi de la meilleure interprétation féminine pour Nicole Kidman[10].

### Nomination
- Golden Globes 2025 : Meilleure actrice dans un film dramatique pour Nicole Kidman[11].

### Sélection
- Mostra de Venise 2024 : sélection en compétition[12]